# 黄坪镇 (陇南市)
黄坪镇，原为黄坪乡，是中华人民共和国甘肃省陇南市武都区下辖的一个乡镇级行政单位。2018年3月撤乡设镇。区划代码改为621202123。

## 行政区划
黄坪镇下辖以下地区：
李峡村、张坝村、黄坪村、楼房村、蒋芦村、丁家村、钟李村、苟山村、阳坝村、赵坝村、崔家村、蒿川村、杨务村、陈王村和成坝村。